# 松采韋 (蘇梅州)
51°17′40″N 33°56′3″E / 51.29444°N 33.93417°E
松采韋（烏克蘭語：Сонцеве）是位於烏克蘭東北部的村莊，由蘇梅州科諾托普區的普蒂夫利市鎮負責管轄。該村處於謝伊姆河右岸，距離庫爾久莫韋和皮什科韋1公里，海拔高度164米，2001年人口為7。